# Los 40 (Colombia)
Los 40 (estilizado como LOS40; anteriormente llamada Los 40 Principales y 40 Principales) es una estación radial colombiana de origen español que se transmite desde Bogotá. Es propiedad del grupo de medios español Prisa Radio, con una temática dedicada a la música actual tanto en español como en inglés. Los 40 también se encuentra presente en varios países de Latinoamérica y en España, país originario de la cadena. Desde 2001 hasta 2020 y de nuevo desde 2023 es una cadena de emisoras de radio con presencia en varias ciudades del país.
En Colombia es operada por Caracol Radio y cuenta con presencia en la ciudad de Bogotá (100.4 MHz), Medellín (90.9 MHz), Cali (104.0 MHz) y Villavicencio (90.3 MHz). En Bogotá, la cadena estuvo hasta el 1 de agosto de 2020 en el 97.4 FM, cuando fue reemplazada por Bésame Radio. A partir de dicha fecha se siguió emitiendo a través de internet tanto en la página web LOS40.com.co como en aplicación para dispositivos móviles hasta el 30 de junio de 2023.
El 1 de julio de 2023, la emisora regresa al FM después de la reestructuración de LOS40 Urban, acabando con 3 años de ausencia en el FM.

## Historia
Los 40 Principales llega a Colombia en 2001 el esquema musical enfocado al género del pop latino romántico, y comienza a emitirse en ciudades como Bogotá, Medellín, Bucaramanga, Cúcuta y Pereira.
Finalizando en junio de 2003; el Grupo Prisa adquiere la mayoría de las acciones de Caracol Radio y el 1 de enero de 2003, llega a Barranquilla, Bogotá, Tunja y Villavicencio reemplazando a Oxígeno, además de Cali y Cartagena en reemplazo de Radioacktiva.

### Programación
Hacia 2006 con la expansión del reguetón  en Colombia es incorporado a la programación de la emisora pero con la madurez del público inicial este disminuye y busca opciones de emisoras musicales diferentes como: Oxígeno de Caracol Radio, La X de Todelar, Radiónica de RTVC Sistema de Medios Públicos y Vibra de Radiópolis. Lo cual hace que la emisora se enfoque a un público adolescente juvenil y compitiendo directamente con La Mega de RCN Radio.
En 2008, la entrada del tropipop hace que la emisora maneje únicamente el género pop en español, ocasionando una disminución de su audiencia.
En 2010 se retoma la variedad de géneros a los que había dejado de enfocarse permitiendo con ello recuperar parte de su audiencia, en 2011 se accedió a que la mayoría de sus contenidos musicales fueran dominados nuevamente por el reguetón y una programación que no era acorde al formato de la emisora, dio con ello un retroceso en su imagen y la audiencia.
A mediados de 2014 con el intento de darle un rumbo diferente a la emisora y buscando un cambio de público para dejar aun lado el estigma de haber sido una emisora de colegio'; por parte de las directivas de Caracol Radio comienza una reestructuración en sus géneros musicales empezando a dejar poco a poco a un lado el reguetón dándole paso a la música actual tanto en español como en inglés y desde mediados de 2015 se empieza a sonar jingles como: ‘Así no suena 40’ acompañada de fragmentos de canciones de reguetón y bajo la frase ‘Libre de reguetón’. Sin embargo a finales del mes de abril de 2017 es nuevamente incorporado el reguetón; ya que este género ha hecho parte de la programación y este cambio se hace sin dejar aun lado en su programación su enfoque hacia la música en inglés y español que suena en el momento.

### Frecuencias actuales

#### En Bogotá
A Bogotá llega a la frecuencia 100.4 FM en 2001 como una emisora especializada en el Pop Latino Romántico, El 1 de enero de 2003 la estación cambia de formato musical y de frecuencia ubicándose en los 97.4 FM en reemplazo de Oxígeno. En 2005 se traslada bajo arriendo por un periodo de 5 a 11 años a la frecuencia 89.9 FM perteneciente a Radial Bogotá S.A. de la familia Castaño Valencia dueña en ese entonces de la frecuencia en donde se encontraba la HJCK una emisora de música clásica. En 2016 luego de una disputa legal con Caracol Televisión, donde esta última gana la frecuencia, por ello pasan a la frecuencia 97.4 FM. Sacando a La Vallenata que quedó en frecuencia virtual. El 1 de agosto de 2020 cedió nuevamente la frecuencia 97.4 FM a Bésame quien la tenía inicialmente entre 2009 a 2013, estando en digital en la página web y la aplicación móvil desde el entonces hasta el 1 de julio de 2023, cuando regresa al FM en 100.4 FM, tras una reestructuración interna del sistema, un mes antes en la emisora.

#### En Medellín
Los 40 llegó a Medellín en el dial 89.9 FM, (hoy MIX de la Organización Radial Olímpica). Luego pasó al dial 90.3 FM, anteriormente Radioacktiva y hoy Caracol Radio FM. Después de que Caracol habría adquirido la emisora Veracruz Estéreo paso a los 98.9 FM bajo la dirección de Andrés Chamorro (DJ de Radioacktiva Medellín 90.3 FM) y por último a partir del 15 de marzo de 2010 cambia su dial a 99.4 FM. Desde el 1 de julio de 2020, pasó al dial 90.9 FM dónde se llamará "Oxígeno by Los40", ya que desde de esa fecha se fusionó con la emisora Oxígeno. El dial 99.4 FM lo ocupa la nueva emisora W+, hasta el 1 de julio de 2023, cuando regresa al FM en 90.9 FM, tras una reestructuración interna del sistema, un mes antes en la emisora.

#### En Cali
La cadena Los 40 en Cali llegó a emitirse en los 106.5 FM desde 2003, bajo la coordinación de Santiago Espinosa y en el equipo con Carlos Andrés De La Pava y Tommy Dj. En 2004 ingresa al staff Harold Sánchez luego del retiro de Tommy, en agosto de ese año ingresa Diego Fernando Lasso como coordinador, ingresa Andrés Marroquin Bernal y Juanita Kremer. Para 2005 Marroquin pasa a ser el coordinador, saliendo Lasso del equipo y en su reemplazo llega Julian David Silva Palomino. Para 2007 llega a la Coordinación Felipe Guevara, el equipo queda conformado por David Silva y Harold Sánchez. Tras el traslado de Silva a Bogotá es convocada Angélica Vernaza. Guevara sale e ingresa Richard Benavides quien llegó a esta ciudad después de haber sido el director en Los 40 Principales de Bucaramanga y Cali. Para 2010 Harold Sánchez, quien estuvo por 6 años en la marca, es trasladado a tropicana cali en la frecuencia 90.5 fm, e ingresa DJ Shirry quedando con Angélica Vernaza (quien reemplazó a David Silva, que en ese entonces estaba como DJ de 40 Principales Bogotá). Cabe recordar que Durante 2005 hasta 2009 el director Nacional de Los 40 Principales fue Tuto Castro. Tiempo después se hizo el intercambio: David Silva regresa a 40 Principales Cali y además se convierte en 2011 en el nuevo presentador a nivel nacional de Del 40 al 1 reemplazando a José Miguel Sánchez ya que Los 40 Principales Pereira fue reestructurada bajo el nombre de Tropicana y DJ Shirry ocupa el puesto que tenía David Silva en Los 40 Principales Bogotá. Desde el 1 de diciembre de 2013, 40 Principales Cali cedió su frecuencia a Bésame y se mudó a los 90.5 FM; quedando bajo la dirección de Richy DJ, reemplazando al formato de música urbana que venía adoptando Tropicana. Desde 1 de septiembre de 2014 Los 40 Principales Cali cedió su frecuencia 90.5 FM a Oxígeno Urbana. El 1 de enero de 2018, regresó en la frecuencia 90.5 reemplazando a Radio Oxígeno. El 13 de enero de 2020 Los 40 cambia de frecuencia ubicándose ahora en los 104.0 FM donde se emitía Caracol Radio que pasa a la frecuencia 90.5 FM. Desde del 1 de julio de 2020 estaba bajo el nombre de Oxígeno By Los 40, luego el 1 de julio de 2022 después de una reestructuración se renombra a Los 40 Urban y posteriormente regresa al dial, al año siguiente, tras una reestructuración interna del sistema.

#### En Villavicencio
En Villavicencio Los 40 llegan 90.3 FM el 1 de enero de 2003, para 2013 posee programación anglo-urbana, con un equipo conformado por Mario Vargas (Director), Johan Hernandez y El Kurro Zapata. Desde del 1 de julio de 2020 estaba bajo el nombre de Oxígeno By Los40, luego el 1 de julio de 2022 después de una reestructuración se renombra a Los 40 Urban y posteriormente regresan LOS40 (todos los éxitos), al año siguiente, tras una reestructuración interna del sistema.

### Frecuencias anteriores
Adicionamente Los 40 contaba con frecuencias en Barranquilla, Bucaramanga, Pereira, Armenia, Manizales, Cartagena, Cúcuta, Tunja y Honda (Tolima) pero debido a una fuerte reestructuración dejó de tener presencia en estas ciudades. Las frecuencias fueron cambiadas paulatinamente por Tropicana, Bésame, Oxígeno y más tarde cedidas al sistema W Radio Colombia. Las emisoras mencionadas son operadas también por Caracol Radio.

#### En Barranquilla
Los 40 llega a Barranquilla en el dial 97.6 en formato de musica romantica. Luego pasa a los 88.6 reemplazando a Radioacktiva el 1 de enero de 2003, comenzó bajo el mando de José Luis Mateus y Julie Gómez, teniendo un formato de música dedicado al pop en español, luego entró a ser parte del equipo directivo Camila Chaín, quien se convirtió en la directora de la emisora hasta mediados del 2007; durante esta etapa de la emisora, Camila Chaín estuvo acompañada de Guillermo Escalante (reconocido locutor de la ciudad y que actualmente es presentador del canal regional Telecaribe). En 2006, debido a los resultados del Estudio General de Medios (EGM), la emisora cambia de formato y se enfoca exclusivamente en el Reguetón y los ritmos urbanos, esto hace que sea la única emisora de Los 40 en tocar temas de este género y la aleja de las otras emisoras de la cadena; el 2 de agosto de 2008 y tras año y medio de Reguetón, la emisora vuelve a tomar un formato variado bajo el eslogan "La radio de los éxitos" (cambiando el tradicional "Tu Cuentas"), dándole más participación a géneros como el tropipop, pop, rock, anglo, entre otros, dejando el género de reguetón en un horario exclusivo (de 17:00 a 20:00). Bajo este tiempo se destacaron sus locutores Mr. Bravo (cantante de música urbana y Ex DJ de Oxígeno (Bogotá)), Mane Ariza y Jhon Enrique Pérez (Kike DJ) quien entra al equipo directivo de Los 40 como su nuevo director, quien antes fue parte de Tropicana Stereo 89.1 (emisora perteneciente a Caracol Radio). Para finales de 2009 la emisora en la ciudad cuenta con un nuevo director y nuevas voces que le han dado una cara fresca y renovada a esta estación de radio juvenil, bajo la dirección de Robert DJ y la compañía de Diana Alzate (Didi). Entre otros locutores que han pasado por la emisora tenemos a Peggi Ricardo quien acompañó a Kike y Mane en la edición local de la Cama, también tenemos a Gaby Gessurum y Geovani Castro, quienes acompañaron a Camila Chaín en el famoso programa "Rockandgol"; en los últimos años la emisora transmitía toda su programación originada desde Bogotá; el 4 de noviembre se anuncia que la emisora Los40 Barranquilla dejará de emitirse en su actual frecuencia el 30 de noviembre de 2016 y en consecuencia de ello invita a sus oyentes habituales a continuar escuchando su programación a través de la página de internet y la aplicación Radiapp, a partir del 1 de diciembre de 2016 se emite en dicha frecuencia la emisora Bésame. A mediados de diciembre de 2017, Los 40 regresa a Barranquilla en la nueva frecuencia 92.6 FM en reemplazo de Radio Oxígeno, donde se emitía anteriormente la estación cristiana evangélica Radio Príncipe de Paz desde Puerto Colombia, Atlántico. Una vez que comienza sus transmisiones, hicieron su debut Hues Laurens y Jennifer Cervantes como nuevos locutores, así como al Dj Felipe "Pipe" Álvarez como locutor y nuevo director de la emisora en Barranquilla. Desde del 1 de julio de 2020 estaba bajo el nombre de Oxígeno By Los40, luego el 1 de julio de 2022 después de una reestructuración se renombra a Los 40 Urban, operando hasta el 16 de octubre del mismo año, donde por decisión interna se deja de transmitir en la ciudad, cerrando el ciclo del sistema por segunda vez.

#### En Bucaramanga
Desde el mes de agosto de 2010 de 5:00 a 12.00. W Radio le cede esta franja al programa Noticias W, dirigido por Julio Sánchez Cristo; haciendo que el programa matutino 'La Cama' de Los 40 Principales a nivel nacional perdiera oyentes.
El 1 de enero de 2013 pese al inconformismo generado por los oyentes, Los 40 Principales en Bucaramanga cede la totalidad de su frecuencia 90.7 FM para que se emita en las 24 horas del día el sistema W Radio Colombia.
El equipo de la ciudad bonita se encontraba encabezado por Dubán Sánchez, director de la frecuencia, quien reemplazó a Fernando Gómez (DJ Fego) al retirarse a mediados de 2012 de Los 40 Principales Bucaramanga, y Cristian Portilla. 

#### En Tunja
En la ciudad de Tunja 40 principales estuvo en la frecuencia 99.3 FM desde el 1 de enero de 2003 hasta el 1 de junio de 2011. Las directivas de Caracol Radio decidieron retirarla del aire debido a que "la audiencia juvenil ya no era la misma" a pesar de que la emisora lideraba las encuestas de medición de medios (EGM y ECAR) durante 8 años consecutivos, en reemplazo de esta situaron una sucursal del sistema Tropicana Colombia, que según los jóvenes de la ciudad de Tunja no se compara con la antigua estación 40 Principales, ya que esta posee más géneros y música actual. La frecuencia la ceden nuevamente para W Radio Colombia desde el 1 de enero de 2013, durante este tiempo la emisora contaba en su nómina a las nuevas figuras de la radio en Boyacá como William Oswaldo Rodríguez, Raúl Marmolejo, Stive Giovanny Roa, Sandra Caicedo (Sasa) y Javier Espinosa "Miyagui", entre otros.

#### En Pereira
En Pereira, Los 40 Principales se encontraba en la frecuencia de 93.7 FM. El equipo de trabajo estaba integrado por: César Osorio (Director de la Emisora) y luego de su traslado a Bogotá, José Miguel Sánchez (Director de la emisora), y Mauricio Calvo. 
Desde el mes de agosto de 2010 de 5:00 a 12.00. W Radio le cede esta franja al programa Noticias W, dirigido por Julio Sánchez Cristo; haciendo que el programa matutino 'La Cama' de Los 40 Principales a nivel nacional perdiera oyentes.
A raíz de la reestructuración hecha en 2011 por Caracol Radio pasó a convertirse en Tropicana Estéreo con formato urbano, pero luego en 2014 pasó a Oxígeno Urbana y actualmente desde el 1 de enero de 2018 se convirtió en Bésame.
José Miguel Sánchez, conocido por haber realizado programas a nivel nacional en Colombia como: Del 40 al 1, Sex and Love, Insomnia e Internight Paranormal. También fue voice over de 40 Principales Colombia a nivel nacional en el lapso 2006 - 2011.
César Osorio, fue presentador oficial de programas como: Del 40 al 1 Nacional, la lista de éxitos diaria para todo el sistema en el país, además de Descargas 40 para Los40 Principales Bogotá (89.9 FM)

#### En Armenia
En la ciudad de Armenia llegó a emitirse en la frecuencia 106.4, pero en 2009 comienza a emitir de forma simultánea en la frecuencia 104.7 y finalmente cede el dial 106.4 a Bésame; se encontraba encabezado por Laura Espinoza, luego Mauricio Moreno pasó a ser coordinador de la emisora y luego llegó Sammy en la frecuencia 104.7 FM.
Desde el mes de agosto de 2010 de 5:00 a.m. a 12.00 p.m. W Radio le cede esta franja a su programa Noticias W, dirigido por Julio Sánchez Cristo; haciendo que el programa matutino 'La Cama' de Los 40 Principales a nivel nacional perdiera oyentes.
Por reestructuración en 2011 de Los 40 Principales en esta ciudad pasó a convertirse en Oxígeno con géneros como Bachata, Merengue, Balada, Ranchera, Popular, Salsa, Tropical y Vallenato. Haciéndose el anuncio de que la nueva emisora juvenil de Armenia pasaría a ser Tropicana.

#### En Cartagena de Indias
En Cartagena de Indias 107.5 FM, la radio de los éxitos estuvo a cargo de Jorge Acevedo (Diabolín) y Marlon Moreno. Por reestructuración hecha por Caracol Radio pasó a convertirse en Oxígeno Adultos, aunque a finales de diciembre de 2012 pasa a convertirse en W Radio Colombia.

#### En Manizales
En la ciudad de Manizales, en la emisora juvenil se encontraba Diego Trejos, Director de la estación 40 Principales en la frecuencia 91.7 FM.
Desde el mes de agosto de 2010 de 5:00 a 12.00. W Radio le cede esta franja al programa Noticias W, dirigido por Julio Sánchez Cristo; haciendo que el programa matutino 'La Cama' de Los 40 Principales a nivel nacional perdiera oyentes. 
Al igual que otras frecuencias anteriores, se cede esta vez a Tropicana Estéreo Urbana en 2011, en 2014 a Oxígeno Urbana y actualmente a Bésame desde el 1 de enero de 2018.

#### En Honda (Tolima)
Caracol Radio decidió alquilar en octubre de 2006 Manantial Estéreo y su frecuencia 90.5 FM, que luego pasó a ser adaptada bajo el formato Tropicana, poco después de unas decisiones en noviembre de ese mismo año se dio paso para abrir la marca Los 40 Principales Honda, destinada a la audiencia joven. A mediados de 2011 por reestructuración y al ver que la audiencia ya no era la misma se re-nombró como Oxígeno cambiando el formato musical a la Ranchera, Vallenato, Bachata y Salsa. Al ver que el cambio no gusto a muchos de los oyentes que escuchaban Los 40 Principales Honda, se detereminó que Oxígeno Honda manejara también los géneros musicales que emite Oxígeno Bogotá como el reggaettón, la bachata, Hip-Hop y EDM. Hasta el mes de febrero de 2014, luego de finalizada el alquiler de la frecuencia entre Caracol Radio y Forero y Olaya Ltda., dueño de la frecuencia.

#### En Cúcuta
En la ciudad de Cúcuta Se encontraba en la frecuencia 89.7 FM hasta junio de 2011 cuando salió del aire y fue reemplazada por Oxígeno FM, emisora cuya programación está enfocada en música popular. Durante tres semana antes del cambio se podía escuchar estrofas de canciones de reguetón finalizando con el mensaje "Quieres oír toda esta canción, sintoniza 100.7 FM. La que está de moda" de esta forma invitaban a los oyentes a pasarse a la emisora Tropicana 100.7 FM dedicada al género urbano, pasando a ser la emisora juvenil de la cadena Caracol Radio para la ciudad, y esta posteriormente se re-nombra a Oxígeno en los 100.7 FM y Tropicana 89.7 FM.

### Mayo de 2016
En mayo de 2016 con el cambio de imagen en el año de celebración del 50 aniversario, Los 40 Principales pasa a llamarse solamente LOS40 perdiendo la palabra ‘Principales’, presentando un nuevo logo y posteriormente a raíz de la adquisición de Radial Bogotá S.A por parte de Blu Radio de Caracol TV del Grupo Santodomingo y tras varios pleitos por la frecuencia se termina el contrato de arrendamiento de Caracol Radio del Grupo Prisa sobre la frecuencia 89.9 FM. Dando la oportunidad para el relanzamiento de LOS40 con los géneros que manejo desde sus inicios, dirigido a un público joven y adulto mayor de 18 años, dejando a un lado competir con La Mega de RCN Radio y ocupando nuevamente el dial 97.4 FM; el cual estuvo manejado por Bésame (2009 - 2013) y por La Vallenata (2005 - 2009) (2013 - 2016) emisoras operadas también por Caracol Radio.

## Eventos
La cadena en Colombia siempre suele ofrecer conciertos desde 2006, donde traen a invitados internacionales de España, México y Puerto Rico principalmente, entre los conciertos que se destacan están  Viva 40 Fest, El Evento 40, Radio Fest, La Fiesta 40 y Los Básicos 40 de Navidad, Halloween, Amor y la Amistad, etc.
- Viva 40 Fest

Es un festival musical creado por LOS40 Colombia acompañando del relanzamiento de su imagen y siendo la evolución de sus anteriores Eventos 40 y Radio Fest; da espacio a los artistas de la música actual tanto en español como en inglés nacionales y algunos internacionales específicamente de los géneros alternativos, pop, indie y electrónica. Tuvo su primera edición en el Hipódromo de Los Andes en las afueras de Bogotá específicamente en el municipio de Chía (Cundinamarca) y su segunda edición en el Chamorro City Hall - Carmel Club en Bogotá; enfocado hacia un público mayor de 18 años. 
- Radio Fest Chiclets

En alianza con su emisora hermana Radioacktiva (Colombia), se crea 'Radio Fest Chiclets 2015'. El 9 de mayo, el Parque Simón Bolívar da espacio a los artistas nacionales y algunos internacionales dividiéndose en dos tarimas: una para el género pop y otra para el género rock, asemejándose a los diversos festivales musicales que se celebran en Bogotá.
- Evento 40

Al igual que en país como España, México y Panamá, es un concierto organizado por la cadena Los 40 Principales con varios artistas nacionales e internacionales del momento y contando la participación de presentaciones que realizan DJ's y Locutores de la emisora. En Colombia se optó por traer en 2006 este formato de concierto realizándose en el primer y segundo semestre del año. Su primera Edición fue realizada el 24 de abril de 2006 en el Estadio Nemesio Camacho El Campín y desde el 30 de septiembre de 2006 en la Plazoleta de Eventos del Parque Simón Bolívar aunque también tuvo otros escenarios como el Teatro Royal Center y Teatro Cafam de Bellas Artes en la ciudad de Bogotá. A mediados de 2011 contó con un espacio llamado Descarga Urbana realizado en conjunto con Oxígeno Bogotá donde presentan artistas de la música Urbana, Reggaetón y Bachata. Aproximadamente desde el segundo semestre de 2013 se deja de tener el espacio Descarga Urbana. 
También ha tenido su edición en otras ciudades como: Cali, Medellín y Barranquilla, y en el Triángulo del Café para las ciudades de Armenia, Pereira y Manizales cuando en ese entonces Los 40 Principales en tenía presencia en esas ciudades. 
Sin embargo, no se ha vuelto a realizar por los temas coyunturales que ha tenido la emisora y a su vez se han enfocado más en ser medio aliado de festivales como Festival Estéreo Picnic y de conciertos que hacen artistas de forma individual.
- Fiesta 40

Eran invitaciones y participaciones de la emisora en conciertos temáticos realizados en bares, discotecas o sitios de eventos con artistas del género Latino y especialmente Electrónica. Destacándose las Fiestas 40 de Paul van Dyk y Avicii, El Concierto de Conciertos con artistas como Marc Anthony, el Halloween 40 con DJ's como Ron Van Den Beuken, DJ WADY y The Sargents, entre otros eventos. A partir de 2020 se retoma este nombre como un programa nocturno de radiofórmula en varias ciudades donde la cadena contaba presencia.
- Básico 40

Era un concierto acústico que realizaba la emisora en diferentes fechas del año como el Básico de Navidad, Halloween, Amor y la Amistad, etc, teniendo acercamiento con el artista, en un lugar muy pequeño con pocas personas. Desde 2009 no se han vuelto a realizar, sin embargo en 2019 se alcanzó a realizar algunos conciertos bajo este formato.

## Frecuencias
| Ciudad        | Frecuencia | Indicativo |
| ------------- | ---------- | ---------- |
| Bogotá        | 100.4 FM   | HJL81      |
| Cali          | 104.0 FM   | HJK41      |
| Medellín      | 90.9 FM    | HJE72      |
| Villavicencio | 90.3 FM    | HJQF       |

Disponible en ETB en el canal 735.